# Nokia 6263
Il Nokia 6263 è un telefono cellulare prodotto dall'azienda finlandese Nokia e messo in commercio nel 2008.

## Caratteristiche
- Dimensioni: 94.5 x 47.7 x 21.5 mm
- Massa: 105 g
- Risoluzione display interno: 240 x 320 pixel a 16 milioni di colori
- Risoluzione display esterno: 128 x 160 pixel a 262 000 colori
- Durata batteria in conversazione: 5 ore
- Durata batteria in standby: 320 ore (13 giorni)
- Fotocamera: 1.3 megapixel
- Bluetooth e USB

## Kit d'acquisto
- Batteria
- Manuale d'uso
- Caricabatteria